# Harald Bauer (Maler)
Harald Bauer (* 12. März 1938 in Königsberg; † Juli 2013 in Leipzig) war ein deutscher Maler, Grafiker und Keramiker.

## Leben und Werk
Die Familie Bauers kam nach dem Ende des Zweiten Weltkriegs aus Königsberg nach Leipzig. Dort absolvierte Bauer die Schule. Ab 1958 begann er sich mit Malerei und Grafik zu beschäftigen. Er besuchte bei Walter Münze die Abendakademie an der Leipziger Hochschule für Grafik und Buchkunst. Ab 1963 absolvierte er eine Schlosserlehre, nach der er bis 1970 an der Ingenieurschule Leipzig Maschinenbau studierte. Danach arbeitete er als Ingenieur. Autodidaktisch arbeitete Bauer ab 1973 als freischaffender Künstler in Leipzig, wo er in der DDR jedoch in einer Außenseiterposition blieb. Ab 1979 betrieb er eine Keramikwerkstatt. Er schuf vor allem Materialbilder, figürliche Plastiken aus Keramik, Assemblagen und Rauminstallationen. Für seine abstrakten Gemälde bevorzugte er Acryl und Mischtechnik. 1984 hatte er in Leipzig eine erste Ausstellung.
Bauer gehörte von 1987 bis 1990 dem Verband Bildender Künstler der DDR und ab 1991 dem Bund Bildender Künstler Leipzig an. 1993 wurde er Mitglied der Künstlervereinigung Freiluftgalerie Stötteritz. 1994 gründete er mit Günter Huniat, Dietrich Gnüchtel (* 1942), Karoline Kober (* 1962) und Hael Yggs (* 1956) die Erste Leipziger Autorengalerie.
Bauer hatte eine bedeutende Zahl von Ausstellungen, vor allem seit der deutschen Wiedervereinigung.
Werke Bauers befinden sich u. a. in der Kunsthalle der Sparkasse Leipzig.

## Rezeption
„Schieferplatten, rostige Eisenbänder, Fetzen abgenutzter Säcke – Harald Bauer bevorzugt die gestalterische Arbeit mit gefundenen Materialien. In seinen Plastiken findet [sic] sich Fragmente des Alltages, Weggeworfenes, ungewöhnliche Materialkombinationen wieder.“

## Postume Ausstellung
- 2013: Leipzig, Galerie Leipziger Schule